# Centropus rectunguis
El cucal de Strickland  (Centropus rectunguis) es una especie de ave cuculiforme de la familia Cuculidae que vive en el sudeste asiático.

## Distribución y hábitat
Ocupa el sur de la península malaya y las islas de Sumatra, Borneo y Bangka; distribuido por Indonesia, Malasia, Tailandia y Brunéi. Su hábitat natural son las selvas y zonas de matorral tropicales húmedas. Está amenazado por la pérdida de hábitat.